# 학창의
학창의(鶴氅衣)란 고려 시대와 조선 시대 사대부들이 착용한 매우 긴 한복이다.
창의의 일종으로, 대창의·소창의와 마찬가지로 소매가 넓고 옆선과 뒷솔기가 트였다. 하지만 색깔이 흰색이고, 옷깃 등 트인 부분에 검은 헝겊으로 넓게 띠를 두른 점이 구분된다. 여름용 학창의는 모시·목면으로 만들었고, 겨울용 학창의는 무명·명주로 만들었다. 옷을 입은 뒤 세조대로 묶어 여미고, 모자로는 방건·정자관·동파관 등을 썼다.

## 같이 보기
- 창의
- 소창의
- 대창의